# غوادلوبي (مسلسل)
غوادلوبي أو رهينة الماضي هو مسلسل تلفزيوني لاتيني ميلودرامي رومنسي أمريكي باللغة الإسبانية، من بطولة أديلا نورييغا، إدواردو يانيز، وزولي مونتيرو مقتبس عن المسلسل الفنزويلي الوريثة (La heredera) الصادر عام 1982 للكاتبة الكوبية ديليا فيالو.
جرى إنتاج النسخة المكسيكية من قبل قناة تيليموندو الأمريكية الموجهة للجمهور اللاتيني بالاشتراك مع التلفزيون الإسباني وشركة الإنتاج كابيتال فيجن انترناشونال للمنتج خوسيه إنريكي كروسيا.
عرض المسلسل لأول مرة في 31 ماي 1993 وانتهى في 17 يونيو 1994، فيما تم تصوير أحداث المسلسل في استوديوهات قناة تيليموندو وميامي فلوريدا في الولايات المتحدة، بمجموع حلقات بلغت في نسختها الأصلية 269 حلقة، فيما تم اعتماد سيناريو الكاتبة ديليا فيالو مع إضافات معاصرة لكاتبي سيناريو شركة الإنتاج المستقلة كابيتال فيجن انترناشونال.
دبلج المسلسل إلى اللغة العربية الفصحى من خلال شركة فيلملي اللبنانية محققا نجاحا ساحقا في العديد من الدول العربية.

## ملخص المسلسل
تدور أحداث المسلسل حول سيدة المجتمع الراقي لويزا سامبرانو المحبة للمال والثروة والتي تقطن مع زوجها وأولادها في قصر شقيقها رجل الأعمال الثري إزيكييل سامبرانو في الولايات المتحدة، يواجه الأخير بعض المشاكل في العمل مع عائلة ميندوزا فتقرر لويزا التخلص منهم بإرسال شقيقها الغير الشرعي تشكال لتصفيتهم في المكسيك فيغتصب العروس أوليفيا خلال حفل زفافها ويقضي على جميع عائلة ميندوزا والمدعوين إلا ألفريدوا الذي كان طفلا مختبئا بعد مشادة مع عمته. يقسم الاثنان على الانتقام لتتوالى الأحداث.

## أبطال العمل

### الشخصيات الرئيسية
| الشخصية العربية                                                                  | الشخصية المكسيكية                                                 | الممثل          | مؤدي الصوت العربي       | معلومات الدور |
| -------------------------------------------------------------------------------- | ----------------------------------------------------------------- | --------------- | ----------------------- | ------------- |
| - غوادالوبي سامبرانو سانتوس دي ميندوزا - سوليداد سانتوس ("تشولي") (أم غوادالوبي) | - Guadalupe Zambrano Santos de Mendoza - Soledad Santos ("Chole") | - أديلا نورييغا | - كاتيا أبو دامس        |               |
| - ألفريدو روبنسون / ألفريدو ميندوزا                                              | - Alfredo Robinson / Alfredo Mendoza                              | - إدواردو يانيز | - وليم عتيق - طوني صاصي |               |

### العائلات
| الشخصية العربية                                                    | الشخصية المكسيكية                                    | الممثل                            | مؤدي الصوت العربي | معلومات الدور                                                        |
| ------------------------------------------------------------------ | ---------------------------------------------------- | --------------------------------- | ----------------- | -------------------------------------------------------------------- |
| - لويزا سامبرانو مالدونادو، ماركيزة كوفادونغا                      | - Luisa Zambrano de Maldonado, Marquesa de Covadonga | - زولي مونتيرو                    | - إلفيرا يونس     | - خالة غوداالوبي                                                     |
| - الماركيز كارلوس مالدونادو دي كوفادونغا                           | - Carlos Maldonado, Marques de Covadonga             | - مانولو فيلافيردي                | - طوني عاد        |                                                                      |
| - إزيكييل سامبرانو                                                 | - Ezequiel Zambrano                                  | - ميغيل غوتيريز Miguel Gutiérrez  |                   |                                                                      |
| - ديانا مالدونادو سامبرانو                                         | - Diana Maldonado Zambrano                           | - مارا كرواتو                     | - لارين خوري      |                                                                      |
| - دانييلا مالدونادو سامبرانو                                       | - Daniela Maldonado Zambrano                         | - غريتيل سيلييرو Gretell Celeiro  | - كلودين صفير     |                                                                      |
| - هنري مالدونادو سامبرانو - أبيل مالدونادو سامبرانو (أخ توأم توفي) | - Henry Maldonado Zambrano - Abel Maldonado Zambrano | - لاري فيلانويفا Larry Villanueva | - خالد مجذوب      |                                                                      |
| - دلفينا سامبرانو                                                  | - Delfina V.de Zambrano                              | - روزا فيليب Rosa Felipe          |                   | - أرملة سامبرانوا، والدة لويزا وجدة ديانا ودانييلا وهنري وغوادالوبي. |

| الشخصية العربية           | الشخصية اللاتينية               | الممثل                             | مؤدي الصوت العربي | معلومات الدور                                                                    |
| ------------------------- | ------------------------------- | ---------------------------------- | ----------------- | -------------------------------------------------------------------------------- |
| - أوليفيا روبنسون ميندوزا | - Olivia Mendoza V. de Robinson | - مريام اوتشوا                     | - إلسي فرنيني     | - عمة ألفردوا                                                                    |
| - بيرلا روبنسون ميندوزا   | - Perla Robinson Mendoza        | - ألكسا كوبي Alexa Kube            | - وفاء شرارة      | - ابنة أوليفيا وابنة عمة ألفردوا التي يعتبرها كشقيقته بعد أن تبنته عمته.         |
| - ألفريدو ميندوزا         | - Alfredo Mendoza               | - جاكوبوا ألزامورا Jacobo Alzamora |                   | - ألفريدو عندما كان طفلا في زفاف عمته                                            |
| - إميليانوا ميندوزا (†)   | - Emiliano Mendoza              |                                    |                   | - ثري ورجل أعمال ووالد ألفريدو قتل خلال حفل زفاف شقيقته أوليفيا                  |
| - ريتشارد روبنسون (†)     | - Richard Robinson              |                                    |                   | أمريكي وزوج أوليفيا قتل في المكسيك إثر مجزرة عائلة ميندوزا على يد تشاكال وعصابته |

### الشخصيات الثانوية
| الشخصية العربية                 | الشخصية اللاتينية                     | الممثل                                 | مؤدي الصوت العربي | معلومات عن الشخصية |
| ------------------------------- | ------------------------------------- | -------------------------------------- | ----------------- | --- |
| ردولفوا أليساندري               | Rodolfo Alessandri                    | جان بيير نوير                          |                   | طالب طب مقيم وزوج ديانا وصديق أليخاندرو |
| أنطونيو إنفانتي                 | Antonio Infante                       | سلفادور بينيدا                         | ميشال أبو سليمان  | محامي عائلة سامبرانوا |
| أليخاندرو إنفانتي               | Alejandro Infante                     | براوليو كاستيلو                        | جهاد الأندري      | طبيب عظام وابن محامي عائلة سامبرانوا أنطونيو إنفانتي |
| أنجيلا إنفانتي                  | Angela de Infante                     | جوليا ميننديز                          | منى مجذوب         | سيدة مجتمع وزوجة المحامي أنطونيو إنفانتي ووالدة أليخاندرو، عرابة أبيل والشقيقة الكبرى لأليسيا |
| أليسيا كوكويلا                  | Alicia Cosculluela                    | فلور دي لوتو لاروا                     |                   | سيدة مجتمع هي شقيقة أنجيلا وزوجة سيرجيو كوكويلا والدة تيتون ووالدة تشينا، عرابة "إنريكي" |
| سيرجيو كوكويلا                  | Sergio Cosculluela                    | هيكتور ترافييسو                        | إيلي ناكوزي       | زوج أليسيا ورجل أعمال وهو صديق لعائلة سامبرانوا |
| تيتون كوكويلا                   | Titón                                 | كارلوس كويرفو Carlos Cuervo            |                   | ابن عائلة كوكويلا وزوج ماري لوسا وشقيق تشينا |
| تشينا كوكويلا                   | Azucena Cosculluela "Chena"           | مايتي فيلان Mayte Vilán                | ماريا أسود        | ابنة عائلة كوكويلا وصديقة دانييلا سامبرانوا وخطيبة تيم |
| إيدلميرا                        | Edelmira                              | هادا بيجار Hada Béjar                  |                   | خادمة المنزل الأولى ووالدة فيوليتا وصديقة والدة غوادالوبي (تشولي) ثم غوادالوبي فيما بعد |
| فيوليتا                         | Violeta                               | بالوما لونجا                           |                   | خادمة منزل سامبرانوا وابنة الخادمة الكبيرة "إيدلميرا"، تدفع غوادالوبي مصاريف دراستها في الجامعة حيث تلتقي بشاب يدعى "ويلي" يعتقد أنها ابنة عائلة غنية ويصبحان أصدقاء فيقعان في غرام بعضهما لكنه يكتشف الحقيقة فيما بعد ويتزوجان، في الواقع هي ابنة رامون سالازار الشهير باسم (تشاكال) وشقيقة بيرلا.   |
| سييرا                           | Cira                                  | نتاشا أمادور Nattacha Amador           |                   | خادمة في منزل سامبرانوا |
| أرنستو أرانغو                   |                                       | سانتياغو أورتينشي                      |                   | محام وصديق أوليفيا روبنسون ميندوزا |
| كاتالينا                        | Katalina                              | إيزورا ميندوزا Isaura Mendoza          |                   | والدة غواالوبي بالتبني |
| كاتشيتا                         | Cachita                               | ماريبيل غونزاليس Maribel Gonzalez      |                   | صديقة بيتي وغوادالوبي المقربة وابنة كاتالينا، تصبح سكريتيرة غوادالوبي في مؤسسة سامبرانوا |
| مارلين                          | Marilyn                               | لورا تيرميني Laura Termini             |                   | حبيبة هنري الأولى |
| خيسوس سانتاندير                 |                                       | فابيانو بيتزورنو                       |                   | |
| لويسا                           |                                       | اليساندرا لومباردو                     |                   | |
| دورا                            | Dora                                  | جينيفر سالدارياغا Jennifer Saldarriaga |                   | خادمة في منزل إنفانتي، حفيدة إينيس وعشيقة السيد سيرجيو |
| إينيس                           | Ines                                  | ألبا روزا                              |                   | خادمة منزل كوكويلا وقريبة دورا |
| إسولينا                         | Isolina                               | غريسيلدا نوغويراس                      | وفاء طربيه        | والدة رجل الدين الشاب خوان بابلو ومربية ماري لوسا وصاحبة البيت الذي كان يستأجره ألفريدوا |
| ماري لوسا                       | Maricusa                              | ليتيسيا بينا                           |                   | زوجة تيتون، والدة أليسيا جونيور وابنة غير شرعية لأغيديتا |
| خوان بابلو                      | Juan Pablo                            | جورج تابيا                             |                   | |
| تشوتشو                          | Chuchu                                | فرانك فالكون Frank Falcon              |                   | ابن شقيق إيسيدورو، وصديق ماري لوسا التي يحبها |
| إيسودورو                        | Isidoro                               | ماركوس كازانوفا Marcos Casanova        |                   | صديق عائلة إسولينا المقرب ووالد تشو تشو |
| أغيديتا                         | Aguedita                              | ايفون دي ليز                           |                   | والدة ماري لوسا الحقيقية وشقيقة إسولينا |
| فابيانا كانسيانو مونتيردي       | Fabiana Canciano Monterde             | لورا فابيان Laura Fabián               |                   | تنتمي لعائلة مرموقة كانت ابنة سفير سابق وزوجة ألفريدوا الأولى. |
| تيموتيو فرنانديز "تيم"          | Timoteo Fernandez "Tim"               | إميليانو ديز                           |                   | صديق كاتالينا وخطيب تشينا، صاحب ناد ليلي |
| ماغي                            | Maggie                                | مارغريتا كويغو                         |                   | خطيبة تيتون |
| ويلي                            | Willy                                 | كارلوس بونسي                           |                   | شاب يدرس في الجامعة ويعمل في صالة رياضة مع شقيقته "بيتي"، مقرب من عائلة كاتالينا، يصبح زوج "فيوليتا". |
| ريكاردو رويس                    | Ricardo                               | أوسكار كوربيلا Oscar Corbella          |                   | نائب مدير شؤون الموظفين في مؤسسة سامبرانوا، زير نساء يغرم بغوادالوبي ويصبح خطيبها بعد طلاقها من ألفريدو |
| الملازم هاري                    | Harry                                 | Juan Carlos Anton                      |                   | هو محقق والزوج السابق لجوزيفينا، كان صديق ألفريدو سابقا |
| فوشو                            | Fucho                                 | ري غارازا Ray Garaza                   |                   | مصور وحبيب "تشينا" |
| أورورا                          | Aurora                                | مارلين روميرو Marilyn Romero           |                   | ممرضة في المشفى، عاشقية أليخاندرو السابقة وصديقة نورما |
| نورما                           | Norma                                 | تيسي كاستيا Tessie Castilla            |                   | ممرضة في المشفى، عشيقة رودولفو وصديقة أورورا |
| بيتي                            | Betty                                 | تينا مورغيت Tina Morgate               |                   | صديقة غوادالوبي وكاتشيتا وشقيقة ويلي |
| لويس أنطونيو (كوكيتو)           | Luis Antonio (Coquito)                | خافيير باردو Javier Pardo              |                   | ابن غوادالوبي وألفريدو |
| راكيل                           | Raquel                                | نوري فلوريس Nury Flores                |                   | ممرضة رئيسية في مستشفى للأمراض العقلية |
| تشيو                            | Eulohio Baes (Cheo)                   | نيلسون غيريرو Nelson Guerreiro         |                   | خال ماري لوسا، شقيق أغيديتا وإيسولينا، زوج ريتا عرافة أليسيا |
| ريتا                            | Rita                                  | جليندا دياز ريجاو Glenda Diaz Rigau    |                   | عرافة "أليسيا" شقيقة "بوتشا" وزوجة "تشيو" خال "ماري لوسا"، تقوم بتربية طفل غوادالوبي. |
| بوتشا                           | Pucha                                 | باربرا هرنان Barbara Hernan            |                   | شقيقة "ريتا" زوجة محام، تعمل في التجارة السوداء تسرق طفل غوادالوبي وتمنحه لشقيقتها لتربيته مؤقتا حتى بيعه. |
| جوني                            | Johnny                                | ميغيل بانيكي Miguel Paneke             |                   | سائق منزل سامبرانوا، وذراع لويزا في أعمالها الشريرة |
| الهندي                          | Indien                                | خورخي مورجون Jorge Morejon             |                   | رجل عصابات وصديق "جوني" سائق لويزا سامبرانوا |
| رامون سالازار سامبرانوا (تشكال) | Ramon Salazard Zambrano ("EL Chacal") | روبرتو ماريرو Roberto Marrero          |                   | الأخ الغير الشرعي والغير الشقيق "للويزا وإيزيكيل سامبرانوا"، لم تعترف به عائلة سامبرانوا فأصبح رجل عصابات والذراع اليمنى للويزا في تحقيق مخططاتها الشريرة، كان المنفذ الرئيسي لمجزرة عائلة ميندوزا ومغتصبا لكل من "أوليفيا ميندوزا" وخادمة منزل شقيقه "إيدلميرا" مما أسفر عن ولادة "بيرلا" و"فيوليتا" |
| غليندا                          | Glenda                                | راكيل مونتيرو Raquel Montero           |                   | ممرضة مستشفى للأمراض النفسية |
| الدكتورة فيرير                  | Dr Ferrer                             | غابرييل كاسانوفا Gabrielle Kasanova    |                   | طبيب في مستشفى الأمراض العقلية |
| إستيلا                          | Estela                                | أورورا كاستيلانوس Aurora Castellanos   |                   | خادمة في منزل ميندوزا |
| جوزيفينا                        | Josefina                              | كريستينا كرمان Cristina Karman         |                   | زوجة "أرنستو أرانغو"، ووالدة ماريا |
| ماريا                           | Maria                                 | بيتسي فيرغارا Betsy Vergara            |                   | ابنة جوزيفينا وهاري |
| باتريسيا                        | Patricia                              | باتريسيا نوغويرا Patricia Noguera      |                   | زميلة هاري |
| الجد                            | الجد                                  | أوزفالدو كالفو Osvaldo Calvo           |                   | جد خيسوس سانتاندير |
| خيسوس سانتاندير                 | Jésus Santander                       | فابيانو بيتزورنو                       |                   | |
| فرنك                            | Frank                                 | خورخي برنس Jorge Prince                |                   | فرنك، زميل ويلي وبيتي في صالة الرياضة، عشيق دورا |
| ليزي                            | Lizzie                                | يوريان أندرادي Yurianne Andrade        |                   | |

## أجزاء المسلسل
| المواسم | المواسم | الحلقات               | سنوات البث | أيام البث                                          | البث الأصلي تيليموندو القناة الأولى الإسبانية | البث الأصلي تيليموندو القناة الأولى الإسبانية | البث الأصلي تيليموندو القناة الأولى الإسبانية | البث الأصلي تيليموندو القناة الأولى الإسبانية |
| المواسم | المواسم | الحلقات               | سنوات البث | أيام البث                                          | البث الأول                                    | البث الأخير                                   | نسبة المشاهدة                                 |                                               |
| ------- | ------- | --------------------- | ---------- | -------------------------------------------------- | --------------------------------------------- | --------------------------------------------- | --------------------------------------------- | --------------------------------------------- |
|         | 1       | 269 (210 حلقة مختصرة) | 1993-1994  | من الاثنين إلى الجمعة 9 مساءً / 8 مساءً 42-45 دقيقية | 31 مايو 1993                                  | 17 يونيو 1994                                 | 10,53%                                        |                                               |

## طاقم العمل
- الرواية الأصلية : ديليا فيالو

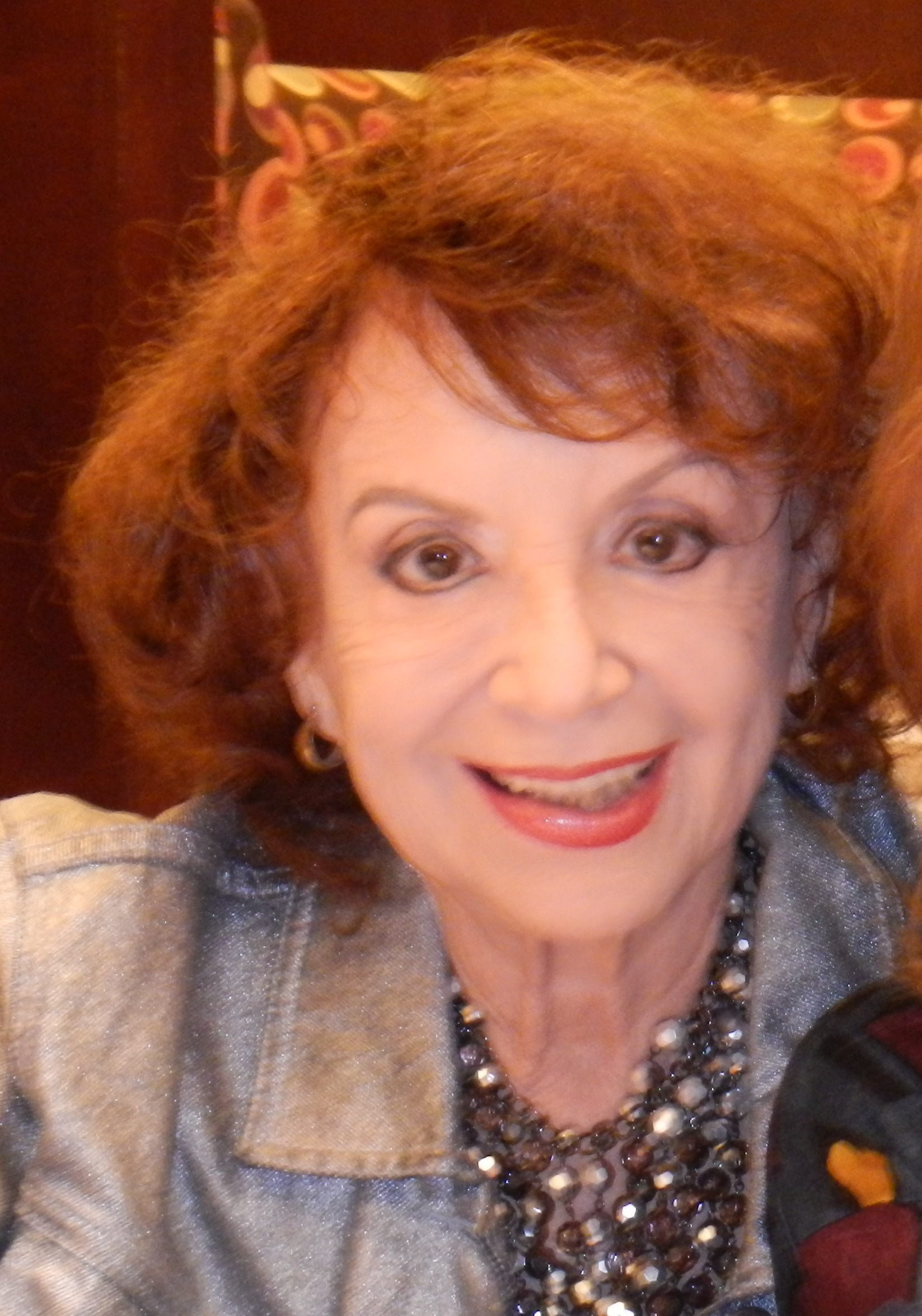
كاتبة الرواية ديليا فيالو

- تكييف وسكريبت : تاباري بيريز، إيزامار هيرنانديز
- الإنتاج العام : خوسيه إنريكي كروسيا
- الإنتاج الخارجي : نورما بيلغرانو
- الإخراج العام : غرازيو دي أنجليو، أندريه زينكا
- مساعد المخرج : جايرو ارسيلا
- الأغنية الرئيسية : غوادلوبي
- الموسيقى التصويرية : ري كاساس، راؤول رودريغيز
- الإضاءة : إدواردو دافيلا
- الإضاءة الخارجية : روبن سولا
- الأزياء : باتريشيا كلاي مويل
- السينوغرافيا : غوستافو كاسولو
- الإعداد الدرامي : فيفيانا موليناريس
- غناء تتر : خوسيه ودورفال
- إدارة الأستوديو : جايرو أرسيلا

## دبلجة المسلسل
- في أواخر السبعينيات كانت مؤسسة فيلملي للإنتاج والدبلجة والتوزيع الفني التي أسسها المنتج اللبناني نقولا أبو سمح بتعاون مع زوجته ماري بدين أول شركة إنتاج في العالم العربي تدخل الدبلجة إلى الدول الناطقة بالعربية بما فيها المسلسلات اللاتينية التي اشتهرت بالمسلسلات المكسيكية، فتمت الدبلجة باستوديوهات الشركة اللبنانية من اللغة الإسبانية إلى اللغة العربية الفصحى، بمشاركة نخبة من الممثلين المشارقة.[10]
- لم تشهد أسماء الدول والمدن والأماكن الموجودة في المسلسل تغييرات، حيث تمت المحافظة على أسماء البلدان جميعها لكونها معروفة.
- تم تغيير أسماء ومكنيات بعض شخصيات المسلسل لصعوبة نطقها بالعربية، حيث تم تبسيطها لتسهيل نطقها.
- الدبلجة:
- تمت الدبلجة في إستوديوهات فيلملي
- . بيروت،  لبنان
- تعريب :
- نبيل خليل، هيثم لمع، جوسلين مرهج، لورين حداد
- تنفيذ الدبلجة :
- ماريا أسود، ريمون فرنسيس، كارول ماضي، طوني سعد
- المخرج المسؤول :
- جورج أبو سلبي
- إشراف :
- ماري بدين أبو سمح[10]
- ضبط اللغة :
- نوال حجازي
- الصوت :
- مازن حوراني، ربيع قسيس، جاد خوري
- المؤثرات الصوتية :
- ميشال تامر، جورج قزي
- مونتاج وميكساج :
- ليلى أبي نادر
- مساعد مونتاج :
- داني توما
- مساعدو الإنتاج :
- ماريان بو نادر، أمين الهبر، دانييل داوود
- كومبيوتر :
- فادي شماس

## الموسيقى التصويرية
- موسيقى تصويرية: غوادلوبي 1993[11]
- فنان: فنانون متنوعون
- اللغة: الإسبانية
- تاريخ الإصدار: 1993

| الدولة | الأغنية الرئيسية                                      | الفنان                     | ملاحظات |
| ------ | ----------------------------------------------------- | -------------------------- | --- |
| 1      | - "Guadalupe" "غوادلوبي"                              | - خوسيه ودورفال            | - الأغنية الرئيسية للمسلسل - 3:49 دقيقة، ألحان وكلمات: روبرتو ليفي، ألبرتو كامبوي، خوسيه ودورفال                 |
| -      | - "No voy a permitirlo"                               | - مجموعة أورباندا          | - استعملت قناة تلفزيون آر سي أغنية "No voy a permitirlo" لفرقة Urbanda كأغنية رئيسية خلال بث المسلسل في فنزويلا. |
| 2      | - "Tu Día Feliz" "إنه يومك السعيد"                    | - توني روميو - روبرتو ليفي | - 4:18 دقيقة. |
| 3      | - "Ganas De Ti" "أنت تربح"                            | - ادواردو فوينتيس          | - 3:12 دقيقة. |
| 4      | - "A Donde Voy Sin Ti" "أين سأذهب بدونك"              | - فرانسيسكو                | - 3:33 دقيقة. |
| 5      | - "Amor Amor Escucha bien tu corazón"                 | - بابلو هيريرا             | - 4:10 دقيقة. |
| 6      | - "Si a Veces Hablo De Ti" "إذا كنت أتحدث عنك أحيانًا" | - مونشو                    | - 5:12 دقيقة. |
| 7      | - "Un Viejo Amor" "حب قديم"                           | - نانا موسكوري             | - 3:30 دقيقة. |
| 8      | - "Amiga Soledad" "أميغا سوليداد"                     | - فرناندو كاساس            | - 3:41 دقيقة. |
| 9      | - "De Pecho Abierto" "صندوق مفتوح"                    | - خوسيه ودورفال            | - 4:15 دقيقة. |
| 10     | - "Asi Me Gusta a Mi" "هكذا أحبها"                    | - أزوكيتا                  | - 3:39 دقيقة. |

## البث الدولي
- الجدول التالي يبين القنوات التي عرض فيها المسلسل وفق اللغات.

| الدول            | قناة البث                  | التاريخ | عنوان المسلسل          |
| ---------------- | -------------------------- | --- | ---------------------- |
| الولايات المتحدة | - تيليموندو                | 31 مايو 1993 - 17 يونيو 1994 | Guadalupe              |
| إسبانيا          | القناة الأولى الإسبانية    | 31 مايو 1993 - 17 يونيو 1994 | Guadalupe              |
| فنزويلا          | - تلفزيون آر سي - فنزفزيون | - 1993 - 1997 | Guadalupe              |
| المكسيك          | Azteca Trece               | 1994 | Guadalupe              |
| لبنان            |                            | | غوادالوبي رهينة الماضي |
| مصر              |                            | | غوادالوبي رهينة الماضي |
| المغرب           | - القناة الأولى            | | غوادالوبي رهينة الماضي |
| تونس             |                            | | غوادالوبي رهينة الماضي |
| فرنسا            |                            | |                        |
| روسيا            | - 2x2                      | | Гваделупе              |
| أذربيجان         | - AzTV                     | 1998 - 1999 |                        |
| إيطاليا          |                            | |                        |
| البرازيل         | - CNT                      | تم بث المسلسل في البرازيل في الفترة من 24 إلى 15 ديسمبر 1993. لكن اندلاع حريق في استوديو الدبلجة أدى إلى إتلاف الأشرطة. فتم استئناف البث من 4 مارس إلى 30 أغسطس 1996. |                        |
| مدغشقر           |                            | |                        |
| جورجيا           | - Rustavi 2                | 1997 |                        |

## الاستقبال الجماهيري

### مسلسلات مقتبسة
- في عام 1982، أنتج تاباري بيريز أول نسخة من رواية المسلسل التلفزيوني لصالح قناة فنزويلة الوطنية فنزفزيون تحت عنوان «الوريثة» ("La hedera"). للمخرج دانيال فارياس وبطولة هيلدا كاريرو، إدواردو سيرانو وإيفا بلانكو.
- في عام 1990، أعادت قناة فنزفزيون الفنزويلة إنتاج نسخة ثانية من الرواية بعنوان مونيكا الرائعة ("Adorable Mónica") من بطولة غييرمو دافيلا، إيما رابي وميرلا كاستيلانوس،
- في عام 2000، أنتج خوسيه إنريكي كروسيا نسخة ثالثة مقتبسة من القصة بعنوان ميلاغروس ("Milagros") لصالح شبكة تلفزيون أمريكا البيروفية. من بطولة سونيا سميث، روبيرتو ماتيوس وإيفون فرايسينيت. تعد هذه النسخة أخر نسخة لحد الآن.

## الجوائز والترشيحات
| سنة  | نوع الجائزة          | العمل    | الفئة              | المرشح        | النتيجة |
| ---- | -------------------- | -------- | ------------------ | ------------- | ------- |
| 1993 | جائزة إيمي الإقليمية | غوادلوبي | أفضل ممثل تلفزيوني | إدواردو يانيز | فوز     |

## روابط خارجية
- غوادلوبي على موقع IMDb (الإنجليزية)
- غوادلوبي على موقع فيلمافينيتي (الإسبانية)
- غوادلوبي على موقع كينوبويسك (الروسية)
- غوادلوبي على موقع قاعدة بيانات الفيلم (الإنجليزية)